# Burnett Guffey
Burnett Guffey (Del Rio, 26 maggio 1905 – Goleta, 30 maggio 1983) è stato un direttore della fotografia statunitense, due volte vincitore dell'Oscar alla migliore fotografia, nel 1954 per Da qui all'eternità e nel 1968 per Gangster Story.

## Biografia
Lasciati gli studi, entrò nel mondo del cinema all'inizio degli anni venti, come assistente operatore alla Fox Corporation, per poi passare nel 1926 alla Famous Players-Lasky come assistente nella troupe di John J. Mescall. Dalla fine degli anni venti all'inizio dei quaranta lavorò come operatore alla macchina accanto a Karl Struss, Edward Cronjager, Joseph H. August, Karl Freund e Rudolph Maté.
Esordì come direttore della fotografia nel 1944 con Allegri marinai, diretto da William Berke. Lavorò per diversi anni alla Columbia Pictures, caratterizzandone i B-movies in bianco e nero con atmosfere cupe e drammatiche create dai suoi chiaroscuri.
Per Joseph H. Lewis curò la fotografia del «piccolo gioiello del noir più fantastico» Mi chiamo Giulia Ross (1945), del «noir raffinatissimo» Così scura la notte (1946) e del «poliziesco teso e realistico» Mani lorde (1959).
Collaborò con Nicholas Ray per due film interpretati da Humphrey Bogart, il thriller giudiziario I bassifondi di San Francisco (1949) e il «melodramma nero e disperato» Il diritto di uccidere (1950). Tra le altre opere del periodo, da citare Sgomento (1949) di Max Ophüls, Tutti gli uomini del re (1949) di Robert Rossen, che abbina «aspirazioni realiste con un bianco e nero di notevole eleganza», il «cupo dramma poliziesco [dall']atmosfera nera e psicotica [di] intensità indimenticabile» Nessuno mi salverà (1952) di Edward Dmytryk.
Guffey raggiunse la consacrazione con il mélo Da qui all'eternità (1953), diretto da Fred Zinnemann e vincitore di otto Premi Oscar, tra cui quello per la migliore fotografia. Tra le migliori opere successive, La bestia umana (1954) di Fritz Lang, il mélo sportivo e ultima interpretazione di Bogart Il colosso d'argilla (1956) di Mark Robson, che gli valse la seconda candidatura all'Oscar, e il «grande noir [dal] fascino irresistibile» L'alibi sotto la neve (1957) di Jacques Tourneur. 
Da maestro del bianco e nero, accolse con scetticismo il colore, di cui non tollerava le costrizioni luministiche, per poi cominciare a cimentarvisi con convinzione dalla seconda metà degli anni cinquanta nel genere western, il che gli permise di sfruttare «le suggestioni cromatiche dei monumentali panorami americani e la potenza naturale della luce solare».
Dopo aver ottenuto altre due candidature all'Oscar per la fotografia in bianco e nero, con L'uomo di Alcatraz (1962) e Qualcuno da odiare (1965), dalla seconda metà degli anni sessanta si convertì definitivamente al colore e nel 1967 realizzò le immagini innovative dell'epocale Gangster Story (1967) di Arthur Penn, grazie a cui conquistò il suo secondo Oscar.

## Riconoscimenti
- Oscar alla migliore fotografia
  - 1954: vincitore - Da qui all'eternità
  - 1957: candidato - Il colosso d'argilla
  - 1963: candidato - L'uomo di Alcatraz
  - 1966: candidato - Qualcuno da odiare
  - 1968: vincitore - Gangster Story

- Golden Globe per la migliore fotografia
  - 1950: candidato - Tutti gli uomini del re

## Filmografia
- Allegri marinai (Sailor's Holiday), regia di William Berke (1944)
- U-Boat Prisoner, regia di Lew Landers (1944)
- The Soul of a Monster, regia di Will Jason (1944)
- Kansas City Kitty, regia di Del Lord (1944)
- The Unwritten Code, regia di Herman Rotsten (1944)
- Tahiti Nights, regia di Will Jason (1944)
- Eadie Was a Lady, regia di Arthur Dreifuss (1945)
- Le campane suonano all'alba (I Love a Mystery), regia di Henry Levin (1945)
- Eve Knew Her Apples, regia di Will Jason (1945)
- The Blonde from Brooklyn, regia di Del Lord (1945)
- The Gay Senorita, regia di Arthur Dreifuss (1945)
- The Girl of the Limberlost, regia di Mel Ferrer (1945)
- Mi chiamo Giulia Ross (My Name Is Julia Ross), regia di Joseph H. Lewis (1945)
- The Fighting Guardsman, regia di Henry Levin (1946)
- A Close Call for Boston Blackie, regia di Lew Landers (1946)
- Tornerai (Meet Me on Broadway), regia di Leigh Jason (1946)
- The Notorious Lone Wolf, regia di D. Ross Lederman (1946)
- Il veleno del peccato (Night Editor), regia di Henry Levin (1946)
- Ultimo orizzonte (Gallant Journey), regia di William A. Wellman (1946)
- Così scura la notte (So Dark the Night), regia di Joseph H. Lewis (1946)
- A sangue freddo (Johnny O'Clock), regia di Robert Rossen (1947)
- Il cerchio si chiude (Framed), regia di Richard Wallace (1947)
- Oppio (To the Ends of the Earth), regia di Robert Stevenson (1948)
- Il segno del capricorno (The Sign of the Ram), regia di John Sturges (1948)
- La favorita del maresciallo (The Gallant Blade), regia di Henry Levin (1948)
- I bassifondi di San Francisco (Knock on Any Door), regia di Nicholas Ray (1949)
- Mani lorde (The Undercover Man), regia di Joseph H. Lewis (1949)
- Sgomento (The Reckless Moment), regia di Max Ophüls (1949)
- Tutti gli uomini del re (All the King's Men), regia di Robert Rossen (1949)
- E col bambino fanno tre (And Baby Makes Three), regia di Henry Levin (1949)
- L'uomo che era solo (Father Is a Bachelor), regia di Abby Berlin e Norman Foster (1950)
- Il diritto di uccidere (In a Lonely Place), regia di Nicholas Ray (1950)
- Condannato! (Convicted!), regia di Henry Levin (1950)
- I clienti di mia moglie (Emergency Wedding), regia di Edward Buzzell (1950)
- Damasco '25 (Sirocco), regia di Curtis Bernhardt (1951)
- Ai confini del delitto (Two of a Kind), regia di Henry Levin (1951)
- The Family Secret, regia di Henry Levin (1951)
- Ultime della notte (Scandal Sheet), regia di Phil Karlson (1952)
- Nessuno mi salverà (The Sniper), regia di Edward Dmytryk (1952)
- Destinazione Budapest (Assignment: Paris), regia di Robert Parrish (1952)
- L'ultima resistenza (The Last Posse), regia di Alfred L. Werker (1953)
- Da qui all'eternità (From Here to Eternity), regia di Fred Zinnemann (1953)
- La bestia umana (Human Desire), regia di Fritz Lang (1954)
- Dollari che scottano (Private Hell 36), regia di Don Siegel (1954)
- The Bamboo Prison, regia di Lewis Seiler (1954)
- Uomini violenti (The Violent Men), regia di Rudolph Maté (1955)
- Quarto grado (Tight Spot), regia di Phil Karlson (1955)
- Conta fino a 3 e prega! (Count Three and Pray), regia di George Sherman (1955)
- Tre strisce al sole (Three Stripes in the Sun), regia di Richard Murphy (1955)
- Posto di combattimento (Battle Stations), regia di Lewis Seiler (1956)
- Il colosso d'argilla (The Harder They Fall), regia di Mark Robson (1956)
- Al centro dell'uragano (Storm Center), regia di Daniel Taradash (1956)
- L'alibi sotto la neve (Nightfall), regia di Jacques Tourneur (1957)
- Un uomo sbagliato (The Strange One), regia di Jack Garfein (1957)
- I fratelli Rico (The Brothers Rico), regia di Phil Karlson (1957)
- Decisione al tramonto (Decision at Sundown), regia di Budd Boetticher (1957)
- La vera storia di Lynn Stuart (The True Story of Lynn Stuart), regia di Lewis Seiler (1958)
- La statua che urla (Screaming Mimi), regia di Gerd Oswald (1958)
- Io e il colonnello (Me and the Colonel), regia di Peter Glenville (1958)
- I cavalloni (Gidget), regia di Paul Wendkos (1959)
- Cordura (They Came to Cordura), regia di Robert Rossen (1959)
- Sull'orlo dell'abisso (Edge of Eternity), regia di Don Siegel (1959)
- Tempesta sulla Cina (The Mountain Road), regia di Daniel Mann (1960)
- All'inferno per l'eternità (Hell to Eternity), regia di Phil Karlson (1960)
- Che nessuno scriva il mio epitaffio (Let No Man Write My Epitaph), regia di Philip Leacock (1960)
- Tanoshimi, è bello amare (Cry for Happy), regia di George Marshall (1961)
- Homicidal, regia di William Castle (1961)
- Mr. Sardonicus, regia di William Castle (1961)
- L'uomo di Alcatraz (Birdman of Alcatraz), regia di John Frankenheimer (1962)
- Pugno proibito (Kid Galahad), regia di Phil Karlson (1962)
- I tre da Ashiya (Flight from Ashiya), regia di Michael Anderson (1964)
- Scusa, me lo presti tuo marito? (Good Neighbor Sam), regia di David Swift (1964)
- Qualcuno da odiare (King Rat), regia di Bryan Forbes (1965)
- Matt Helm il silenziatore (The Silencers), regia di Phil Karlson (1966)
- Come far carriera senza lavorare (How to Succeed in Business Without Really Trying), regia di David Swift (1967)
- Gangster Story (Bonnie and Clyde), regia di Arthur Penn (1967)
- L'imboscata, regia di Henry Levin (1967)
- I sei della grande rapina (The Split), regia di Gordon Flemyng (1968)
- La carta vincente (Where It's At), regia di Garson Kanin (1969)
- Ragazzo la tua pelle scotta (The Learning Tree), regia di Gordon Parks (1969)
- Some Kind of a Nut, regia di Garson Kanin (1969)
- La pazza di Chaillot (The Madwoman of Chaillot), regia di Bryan Forbes (1969)
- Halls of Anger, regia di Paul Bogart (1970)
- Supponiamo che dichiarino la guerra e nessuno ci vada (Suppose They Gave a War and Nobody Came?), regia di Hy Averback (1970)
- Per salire più in basso (The Great White Hope), regia di Martin Ritt (1970)
- The Steagle, regia di Paul Sylbert (1971)